# فوغيو تشو
فوغيو تشو (باليابانية: 張富士夫؛ بالكانا: ちょう ふじお) هو شخصية أعمال ياباني، ولد في 2 فبراير 1937 في طوكيو في اليابان.

## وصلات خارجية
- فوغيو تشو على موقع مونزينجر (الألمانية)